# Marco Vécio Bolano (cônsul em 111)
Marco Vécio Bolano (em latim: Marcus Vettius Bolanus) foi um senador romano eleito cônsul em 111 com Caio Calpúrnio Pisão. Era filho de Marco Vécio Bolano, cônsul sufecto em 66 e governador da Britânia entre 69 e 71, e irmão de Caio Clódio Crispino, a quem o poeta Estácio dedicou um poema. 